# 103-я улица — Корона-Плаза (линия Флашинг, Ай-ар-ти)
|   |     |     |     |   |
| · | · л | · э | · л | · |

|   |     |     |     |   |
| · | · л | · э | · л | · |

«103-я улица — Корона-Плаза» (англ. 103rd Street–Corona Plaza) — станция Нью-Йоркского метрополитена, расположенная на линии Флашинг, Ай-ар-ти. Станция находится в районе Корона, Куинс, на пересечении 103-й улицы и Рузвельт-авеню. На станции останавливается маршрут 7 (круглосуточно). Станцию проходит без остановки маршрут <7> (в часы пик в пиковом направлении).
Станция имеет эстакадное расположение. Она была открыта 21 апреля 1917 года под названием Албёртис-авеню (англ. Alburtis Avenue) в составе третьей очереди линии Флашинг (Ай-ар-ти). Станция представлена двумя боковыми платформами, обслуживающими только локальные внешние пути трёхпутной линии метрополитена.
Станция окрашена в коричневые и бежевые тона. Навес располагается только в центральной части платформы, там же располагается единственный выход в город. Платформы ограждены тёмно-зелёным, невысоким забором. Под платформами в центральной части станции располагается мезонин, где находится турникетный павильон и откуда в город ведут две лестницы на Рузвельт-авеню — между 103-й и 104-й улицами.
Первоначально станция была открыта как конечная на данной линии, однако перестала быть таковой после продления линии на восток в октябре 1925 года. До 1949 года часть линии Флашинг (Ай-ар-ти), включая эту станцию, использовалась двумя компаниями — Ай-ар-ти (IRT) и Би-эм-ти (BMT), равно как и линии Астория (Би-эм-ти). Некоторое время каждая из платформ станции была разделена на две части, на одной из которых останавливались поезда первой компании, на другой — поезда второй компании. Такой режим работы был характерен для всех станций «двойного использования». Позже станция была переименована в 104-ю улицу (англ. 104th Street), так как имелся непосредственный выход на 104-ю улицу. Впоследствии она приобрела нынешнее название.